# Trigonotis radicans
Trigonotis radicans là loài thực vật có hoa trong họ Mồ hôi. Loài này được Steven miêu tả khoa học đầu tiên năm 1851.